# Landtagswahlkreis Oberbergischer Kreis II
Der Landtagswahlkreis Oberbergischer Kreis II (Organisationsziffer 24) ist einer von 128 Wahlkreisen in Nordrhein-Westfalen, die jeweils einen mit der einfachen Mehrheit direkt gewählten Abgeordneten in den Landtag entsenden.
Zum Wahlkreis 24 Oberbergischer Kreis II gehören die kreisangehörigen Städte und Gemeinden Bergneustadt, Engelskirchen, Morsbach, Nümbrecht, Reichshof, Waldbröl und Wiehl im südlichen Oberbergischen Kreis.

## Landtagswahl 2022
Die Landtagswahl fand am 15. Mai 2022 statt. Bodo Löttgen wurde mit 39,5 % direkt in den Landtag gewählt, zudem zog Marc Zimmermann über die Landesliste der Grünen in das Parlament ein. Die Wahlbeteiligung betrug 53,6 %.
| Direktkandidat    | Partei | Partei                | Erststimmen in % | Zweitstimmen in % |
| ----------------- | ------ | --------------------- | ---------------- | ----------------- |
| Bodo Löttgen      |        | CDU                   | 39,5             | 37,0              |
| Tobias Schneider  |        | SPD                   | 28,5             | 25,3              |
| Marc Zimmermann   |        | Bündnis 90/Die Grünen | 13,8             | 14,1              |
| Dominik Trautmann |        | FDP                   | 5,7              | 6,0               |
| Susanne Valentin  |        | AfD                   | 9,8              | 9,2               |
| Jan Köstering     |        | Die Linke             | 2,7              | 2,0               |
| –                 |        | Sonstige              | –                | 6,4               |

## Landtagswahl 2017
Wahlberechtigt zur Landtagswahl am 14. Mai 2017 waren 98.368 Einwohner. Die Wahlbeteiligung lag bei 63,2 %.
| Direktkandidat                 | Partei  | Erststimmen in % | Zweitstimmen in % |
| ------------------------------ | ------- | ---------------- | ----------------- |
| Aswin Parkunantharan           | SPD     | 30,6             | 28,1              |
| Bodo Löttgen                   | CDU     | 44,5             | 37,6              |
| Jürgen Körber                  | GRÜNE   | 5,0              | 5,1               |
| Dominik Seitz                  | FDP     | 7,8              | 12,6              |
| Ingeborg-Helga Mohr-Simeonidis | LINKE   | 4,1              | 4,1               |
| Reinhard Birker                | PIRATEN | 1,2              | 0,8               |
| Dietmar Rekowski               | AfD     | 6,9              | 8,2               |
| –                              | Übrige  | –                | 3,5               |

Der Wahlkreis wird im Landtag durch den Wahlkreisabgeordneten Bodo Löttgen (CDU) vertreten, der dem Parlament bereits von 2005 bis 2012 angehört hatte und das Wahlkreismandat nach fünf Jahren von der SPD zurückgewann.

## Landtagswahl 2012
Wahlberechtigt zur vorgezogenen Landtagswahl am 13. Mai 2012 waren 99.184 Einwohner. Die Wahlbeteiligung lag bei 56,2 %.
| Direktkandidat     | Partei  | Erststimmen in % | Zweitstimmen in % |
| ------------------ | ------- | ---------------- | ----------------- |
| Bodo Löttgen       | CDU     | 37,8             | 31,0              |
| Roland Adelmann    | SPD     | 41,3             | 35,8              |
| Rainer Gottschlich | GRÜNE   | 6,5              | 9,8               |
| Anja Krämer        | FDP     | 4,9              | 9,0               |
| Matthias Lammerich | LINKE   | 2,1              | 2,1               |
| Holger Hennig      | PIRATEN | 7,4              | 7,6               |

## Landtagswahl 2010
Wahlberechtigt zur Landtagswahl am 9. Mai 2010 waren 99.479 Einwohner. Die Wahlbeteiligung lag bei 55,4 %.
| Direktkandidat           | Partei   | Erststimmen in % | Zweitstimmen in % |
| ------------------------ | -------- | ---------------- | ----------------- |
| Bodo Löttgen             | CDU      | 42,2             | 37,6              |
| Roland Adelmann          | SPD      | 39,3             | 32,8              |
| Uwe Söhnchen             | GRÜNE    | 7,7              | 10,5              |
| Christopher Skerka       | FDP      | 4,3              | 7,2               |
| Ingeborg Mohr-Simeonidis | LINKE    | 4,9              | 5,3               |
| Alexander Vogt           | pro NRW  | 1,6              | 1,8               |
| -                        | Sonstige | -                | 4,8               |

## 2005
Wahlberechtigt zur Landtagswahl am 22. Mai 2005 waren 99.903 Menschen.
| Direktkandidat 2005  | Partei        | 2005 Stimmen in % | 2000 Stimmen in % |
| -------------------- | ------------- | ----------------- | ----------------- |
| Bodo Löttgen         | CDU           | 51,5              | 41,3              |
| Gero Karthaus        | SPD           | 33,2              | 41,3              |
| Andrea Steinert      | FDP           | 6,2               | 9,1               |
| Bettina Fugh         | GRÜNE         | 4,7               | 5,7               |
| Peter Esser          | WASG          | 2,1               | -,-               |
| Dieter Carstens      | NPD           | 1,1               | -,-               |
| Gerhard Nottenkämper | PDS           | 0,8               | 0,7               |
| Peter Villmann       | REP           | 0,6               | 1,1               |
| Günter Stürmann      | ödp           | 0,3               | -,-               |
| –                    | UNABH. BÜRGER | -,-               | 0,8               |

## Geschichte
| Wahl | Wahlkreisname              | Gebiet               | Wahlkreissieger       |
| ---- | -------------------------- | -------------------- | --------------------- |
| 2005 | 24 Oberbergischer Kreis II | Oberbergischer Kreis | Bodo Löttgen (CDU)    |
| 2010 | 24 Oberbergischer Kreis II | Oberbergischer Kreis | Bodo Löttgen (CDU)    |
| 2012 | 24 Oberbergischer Kreis II | Oberbergischer Kreis | Roland Adelmann (SPD) |
| 2017 | 24 Oberbergischer Kreis II | Oberbergischer Kreis | Bodo Löttgen (CDU)    |